# 2,2-Bis(brommethyl)-3-brom-1-propanol
2,2-Bis(brommethyl)-3-brom-1-propanol ist eine chemische Verbindung aus der Gruppe der Bromalkane.

## Eigenschaften
2,2-Bis(brommethyl)-3-brom-1-propanol ist ein weißer Feststoff mit penetrantem Geruch, der praktisch unlöslich in Wasser ist.

## Verwendung
2,2-Bis(brommethyl)-3-brom-1-propanol kann als Flammschutzmittel für Polyurethanschäume verwendet werden.
Eine neue Bedeutung kommt dem 2,2-Bis(brommethyl)-3-brom-1-propanol als versatilem Grundstoff für Arzneistoffe zu, da es durch den Einfluss von Base leicht zum 3,3-Bis(brommethyl)oxetan cyclisiert und somit zur Einführung von Oxetansubstituenten in ein Molekül dienen kann. Weiterhin können auf dieser Grundlage auch 2-Oxa-6-azaspiro[3.3]heptan-Gerüste aufgebaut werden, indem die übrigen Brommethylgruppen in einem zweiten Schritt an einem Stickstoffzentrum cyclisiert werden. Dies kann durch den Einsatz des 2-Oxa-6-azaspiro[3.3]heptans als Reagenz selbst erfolgen oder auch in situ ausgehend vom 3,3-Bis(brommethyl)oxetan an einem Ausgangsstoff mit Aminfunktion.